# 福島県道298号阿久津舞木停車場線
福島県道298号阿久津舞木停車場線（ふくしまけんどう298ごう あくつもうぎていしゃじょうせん）は、福島県郡山市から田村郡三春町を経て郡山市のJR磐越東線舞木駅に至る一般県道である。

## 路線概要
- 起点：郡山市阿久津字石橋
- 終点：郡山市舞木町字平
- 総延長：2.316km[1]
  - 実延長：1.494km
- 路線認定年月日：1959年8月31日[2]

### 重用区間
- 国道288号（郡山市舞木町正神平～同市舞木町宮ノ前）

### 道路施設
舞木橋
- 全長：22.0m
- 幅員：4.5m
- 竣工：1936年[3]

郡山市舞木町字四合田、三春町下舞木字石花から郡山市舞木町字正神平に跨り、一級水系阿武隈川水系桜川を渡る。北詰にてJR磐越東線桜川橋梁と交差する。橋上は上下対面交通ながらセンターライン、歩道はなく、幅員狭小である。
福内橋
- 全長：25.3m
- 幅員：5.6m
- 竣工：1959年[3]

郡山市舞木町字宮ノ前から字平に跨り、一級水系阿武隈川水系桜川を渡る。橋上は舞木橋同様に上下対面交通ながらセンターライン、歩道はなく、幅員狭小である。

## 通過する自治体
- 郡山市 － 田村郡三春町 - 郡山市

## 接続・交差する道路
- 福島県道57号郡山大越線（郡山市阿久津字石橋 起点）
- 国道288号 郡山市街地方面（郡山市舞木町正神） - 交差点中央が三春町との市町境である。
- 国道288号 大熊方面（郡山市舞木町宮ノ前）

## 沿線
- 福島県理工専門学校
- JR磐越東線舞木駅
- 舞木郵便局